# Robert Bolick
Robert Lee Bolick (Leyte, 13 settembre 1995) è un cestista filippino.

## Carriera
Con le Filippine ha disputato i Campionati mondiali del 2019.